# Frederik Vilhelm Hvalsøe
Frederik Vilhelm Hvalsøe (Holbæk, 23 de maio de 1883 – Copenhague, 3 de março de 1958) foi um arquiteto dinamarquês.